# Hesperomeles pachyphylla
Hesperomeles pachyphylla är en rosväxtart som först beskrevs av Henri François Pittier, och fick sitt nu gällande namn av Ellsworth Paine Killip. Hesperomeles pachyphylla ingår i släktet Hesperomeles och familjen rosväxter. Inga underarter finns listade i Catalogue of Life.